# Honours degree
Un Honours Degree (abbreviato come Hons o BA (Hons), Honors negli Stati Uniti) è un titolo accademico di ricerca, conferito nella maggior parte dei paesi di lingua inglese come ad esempio gli Stati Uniti, il Regno Unito, l'Australia, la Nuova Zelanda, il Canada e il Sudafrica.

## Descrizione
Un Honours Degree mira a formare lo studente universitario in possesso di un Bachelor's Degree nell'ambito della ricerca in uno specifico campo, ed è generalmente conseguito per poter accedere a un successivo programma di PhD. Il corso è composto da alcune unità di ricerca e dalla composizione di una tesi di ricerca originale e la durata del corso è generalmente di un anno a tempo pieno o di due anni part-time. Non bisogna confonderlo con le valutazioni di laurea degli atenei anglofoni, le quali utilizzano spesso il termine Honours per descrivere alti successi accademici (First Class Honours, Second Class Honours, Third Class).
L'Honours Degree non è elencato nel Processo di Bologna e, dunque, ai fini accademici e concorsuali, l'equiparazione resta a discrezione dell'università, del singolo istituto o azienda.